# Andreas Bartels
Andreas Bartels (* 14. Dezember 1953 in Bonn) ist ein deutscher Philosoph. Seine Forschungsschwerpunkte sind Philosophie der Naturwissenschaften, Kognitions- und Neurophilosophie, Wissenschaftstheorie und Erkenntnistheorie.

## Leben
Bartels studierte von 1973 bis 1979 Mathematik und Physik in Gießen und schloss sein Studium mit einem Diplom in Mathematik ab. Von 1979 bis 1984 studierte er Philosophie, ebenfalls in Gießen. Er reichte dort 1984 seine Promotion im Fach Philosophie zum Thema Kausalitätsverletzungen in allgemeinrelativistischen Raumzeiten ein und habilitierte 1992 mit seiner Arbeit über Bedeutung und Begriffsgeschichte. Die Erzeugung wissenschaftlichen Verstehens.
In den Jahren 1993–1997 übernahm Bartels Vertretungsprofessuren an den Universitäten Heidelberg, FU Berlin, Gießen, Jena, LMU München und Erfurt.
1997 wurde er als Professor für Wissenschaftstheorie und Philosophie der Technik an die Universität Paderborn berufen, wo er bis 2000 lehrte. Er war währenddessen auch Mitglied im Heinz Nixdorf Institut.
Von 2000 bis zu seiner Emeritierung im Jahr 2019 war er lehrstuhlinhabender Professor für Philosophie, Natur- und Wissenschaftsphilosophie an der Universität Bonn.

## Veröffentlichungen
- Wissenschaft, Walter de Gruyter GmbH & Co, Berlin 2021, ISBN 9783110648614.
- Naturgesetze in einer kausalen Welt, mentis, Münster 2015, ISBN 978-3-95743-025-0.
- (Hrsg., mit Albert Newen und Eva-Maria Jung): Knowledge and Representation, mentis und CSLI, Paderborn und Stanford 2011, ISBN 978-3-89785-749-0.
- (Hrsg., mit Manfred Stöckler): Wissenschaftstheorie. Ein Studienbuch, mentis, Paderborn 2007, ISBN 978-3-89785-591-5.
- Strukturale Repräsentation. mentis, Paderborn 2005, ISBN 3-89785-191-1.
- Grundprobleme der modernen Naturphilosophie. Schöningh (UTB), Paderborn 1996, ISBN 3-89785-260-8.
- Bedeutung und Begriffsgeschichte. Die Erzeugung wissenschaftlichen Verstehens. Schöningh, Paderborn 1994, ISBN 3-506-70582-2.
- (Hrsg.): Philosophische Probleme der Physik, Conceptus 57. (Sonderheft), Wien 1988, ISSN 0010-5155.
- Kausalitätsverletzungen in allgemeinrelativistischen Raumzeiten. Duncker & Humblot, Berlin 1986, ISBN 3-428-06016-4.